# Acre
Acre (wymowaⓘ [ˈakɾi]) – jest jednym z 26 stanów Brazylii, położonym w zachodniej części kraju w Regionie Północnym. Od zachodu graniczy z Peru, od południa z Boliwią, od północy ze stanem Amazonas, od wschodu ze stanem Rondônia.
W 2010 roku stan liczył 733 559 mieszkańców; dla porównania, w 1970 było ich 203,9 tys. Eksploatacja lasów równikowych (kauczukowiec). Powierzchnia równinna.

## Miasta
Największe miasta w stanie Acre według liczby mieszkańców (stan na 2013 rok):
| L.p. | Miasto            | Liczba ludności |
| ---- | ----------------- | --------------- |
| 1.   | Rio Branco        | 357 194         |
| 2.   | Cruzeiro do Sul   | 80 377          |
| 3.   | Sena Madureira    | 40 311          |
| 4.   | Tarauacá          | 37 571          |
| 5.   | Feijó             | 32 411          |
| 6.   | Brasiléia         | 22 899          |
| 7.   | Senador Guiomard  | 20 799          |
| 8.   | Plácido de Castro | 17 795          |
| 9.   | Xapuri            | 17 021          |
| 10.  | Mâncio Lima       | 16 410          |